# Serie A 1955 (pallavolo femminile)
La Serie A femminile FIPAV 1955 fu la 10ª edizione del principale torneo pallavolistico italiano femminile organizzato dalla FIPAV.

## Regolamento e avvenimenti
Al torneo presero parte complessivamente 10 squadre, suddivise per criteri geografici in tre gironi unici con gare da cinque set. Per ogni vittoria vennero assegnati due punti. Le prime due classificate di ogni girone furono ammesse alla fase finale.
Le gare della seconda fase (a tre set) si disputarono ad Alessandria nel giugno 1955; il titolo fu conquistato dalla Minelli Modena.

## Prima fase

### Girone A

#### Classifica
| Pos. | Squadra                | Pt | G | V | P | SV | SP |
| ---- | ---------------------- | -- | - | - | - | -- | -- |
| 1.   | Audax Modena           | 8  | 6 | 4 | 2 | 12 | 10 |
| 2.   | La Rocca Rumi Bergamo  | 6  | 6 | 3 | 3 | 13 | 12 |
| 3.   | Fari Brescia           | 6  | 6 | 3 | 3 | 10 | 13 |
| 4.   | Max Mara Reggio Emilia | 4  | 6 | 2 | 4 | 12 | 12 |

| Ammesse alla fase finale |

#### Risultati

##### Tabellone
|                  | Bergamo La Rocca | Brescia | Modena Audax | Reggio Emilia |
| ---------------- | ---------------- | ------- | ------------ | ------------- |
| Bergamo La Rocca | XXX              | 2-3     | 3-0          | 3-1           |
| Brescia          | 3-1              | XXX     | 0-3          | 3-1           |
| Modena Audax     | 3-1              | 3-1     | XXX          | 3-2           |
| Reggio Emilia    | 2-3              | 3-0     | 3-0          | XXX           |

### Girone B

#### Classifica
| Pos. | Squadra           | Pt | G | V | P | SV | SP |
| ---- | ----------------- | -- | - | - | - | -- | -- |
| 1.   | Minelli Modena    | 12 | 6 | 6 | 0 | 18 | 3  |
| 2.   | Fari Bergamo      | 6  | 6 | 3 | 3 | 13 | 10 |
| 3.   | La Ducale Parma   | 6  | 6 | 3 | 3 | 11 | 11 |
| 4.   | Saves Alessandria | 0  | 6 | 0 | 6 | 0  | 18 |

| Ammesse alla fase finale |

#### Risultati

##### Tabellone
|                | Alessandria | Bergamo Fari | Modena Minelli | Parma |
| -------------- | ----------- | ------------ | -------------- | ----- |
| Alessandria    | XXX         | 0-3          | 0-3            | 0-3   |
| Bergamo Fari   | 3-0         | XXX          | 0-3            | 3-1   |
| Modena Minelli | 3-0         | 3-2          | XXX            | 3-0   |
| Parma          | 3-0         | 3-2          | 1-3            | XXX   |

### Girone C

#### Classifica
| Pos. | Squadra       | Pt | G | V | P | SV | SP |
| ---- | ------------- | -- | - | - | - | -- | -- |
| 1.   | Fari Roma     | 2  | 2 | 1 | 1 | 3  | 3  |
| 2.   | Sport Palermo | 2  | 2 | 1 | 1 | 3  | 3  |

| Ammesse alla fase finale |

#### Risultati

##### Tabellone
|         | Palermo | Roma |
| ------- | ------- | ---- |
| Palermo | XXX     | 3-0  |
| Roma    | 3-0     | XXX  |

## Fase finale

### Classifica
| Pos. | Squadra               | Pt | G | V | P | SV | SP |
| ---- | --------------------- | -- | - | - | - | -- | -- |
| 1.   | Minelli Modena        | 10 | 5 | 5 | 0 | 10 | 0  |
| 2.   | Audax Modena          | 8  | 5 | 4 | 1 | 8  | 5  |
| 3.   | Fari Bergamo          | 4  | 5 | 2 | 3 | 6  | 6  |
| 4.   | La Rocca Rumi Bergamo | 4  | 5 | 2 | 3 | 5  | 7  |
| 5.   | Fari Roma             | 2  | 5 | 1 | 4 | 3  | 8  |
| 6.   | Sport Palermo         | 2  | 5 | 1 | 4 | 3  | 9  |

| Campione d'Italia |

### Risultati

#### Tabellone
|                  | Bergamo Fari | Bergamo La Rocca | Modena Audax | Modena Minelli | Palermo | Roma |
| ---------------- | ------------ | ---------------- | ------------ | -------------- | ------- | ---- |
| Bergamo Fari     | XXX          | 2-0              | –            | –              | –       | 2-0  |
| Bergamo La Rocca | –            | XXX              | –            | –              | 2-0     | 2-1  |
| Modena Audax     | 2-1          | 2-1              | XXX          | –              | 2-1     | 2-0  |
| Modena Minelli   | 2-0          | 2-0              | 2-0          | XXX            | 2-0     | 2-0  |
| Palermo          | 2-1          | –                | –            | –              | XXX     | –    |
| Roma             | –            | –                | –            | –              | 2-0     | XXX  |

## Fonti
- Filippo Grassia e Claudio Palmigiano (a cura di). Almanacco illustrato del volley 1987. Modena, Panini, 1986.